# Лабери
Лабери́ (фр. Labeyrie) — коммуна во Франции, находится в регионе Аквитания. Департамент — Атлантические Пиренеи. Входит в состав кантона Арти-э-Пеи-де-Субестр. Округ коммуны — По.
Код INSEE коммуны — 64295.

## География

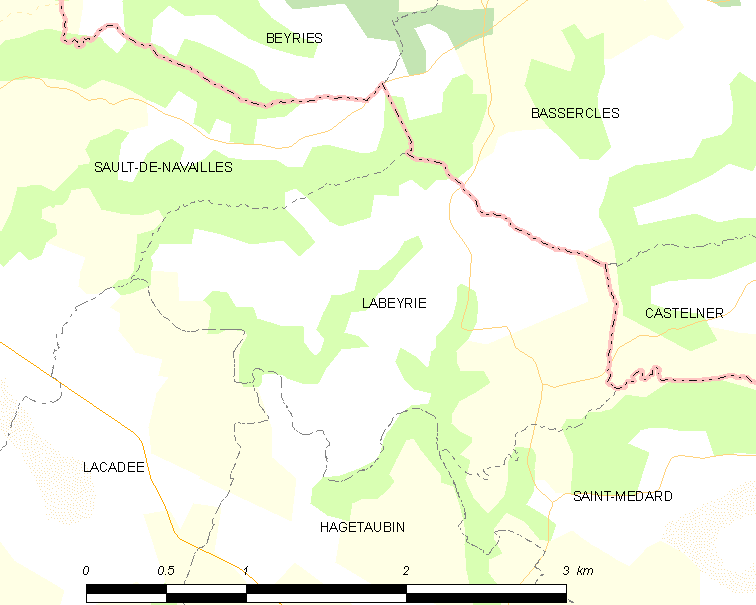
Карта коммуны

Коммуна расположена приблизительно в 640 км к югу от Парижа, в 145 км южнее Бордо, в 34 км к северо-западу от По.
На юго-западе коммуны протекает река Люи-де-Беарн.

### Климат
Климат тёплый океанический. Зима мягкая, средняя температура января — от +5°С до +13°С, температуры ниже −10 °C бывают редко. Снег выпадает около 15 дней в году с ноября по апрель. Максимальная температура летом порядка 20-30 °C, выше 35 °C бывает очень редко. Количество осадков высокое, порядка 1100 мм в год. Характерна безветренная погода, сильные ветры очень редки.

## Население
Население коммуны на 2010 год составляло 108 человек.
| 1962 | 1968 | 1975 | 1982 | 1990 | 1999 | 2010 |
| ---- | ---- | ---- | ---- | ---- | ---- | ---- |
| 101  | 95   | 85   | 101  | 82   | 92   | 108  |

## Администрация
| Период | Период | Фамилия          | Партия        | Примечания |
| ------ | ------ | ---------------- | ------------- | ---------- |
| 1995   | 2014   | Франсис Федансьё | Разные правые |            |
| 2014   | 2020   | Жан-Жак Тешера   |               |            |

## Экономика
В 2010 году среди 69 человек трудоспособного возраста (15-64 лет) 50 были экономически активными, 19 — неактивными (показатель активности — 72,5 %, в 1999 году было 70,7 %). Из 50 активных жителей работали 45 человек (23 мужчины и 22 женщины), безработных было 5 (4 мужчины и 1 женщина). Среди 19 неактивных 4 человека были учениками или студентами, 14 — пенсионерами, 1 был неактивным по другим причинам.

## Фотогалерея

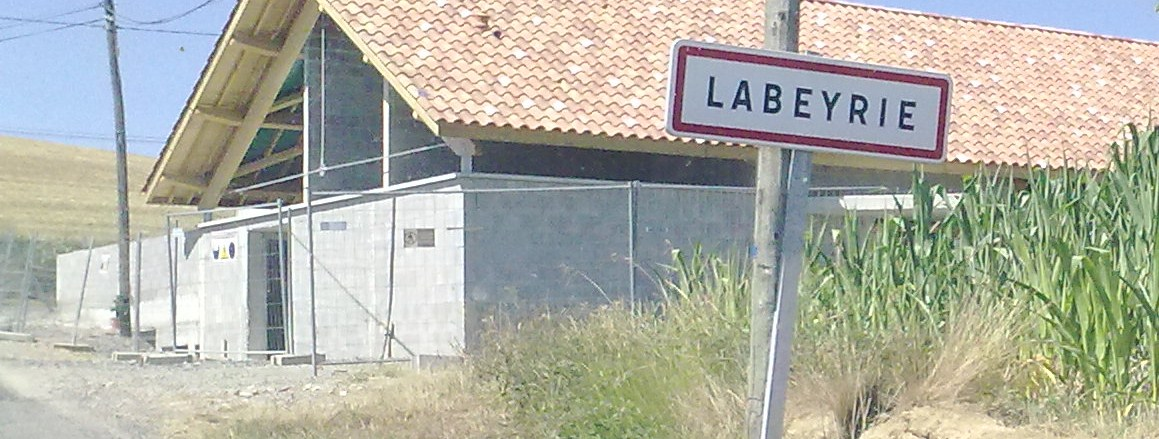
Въезд в Лабери
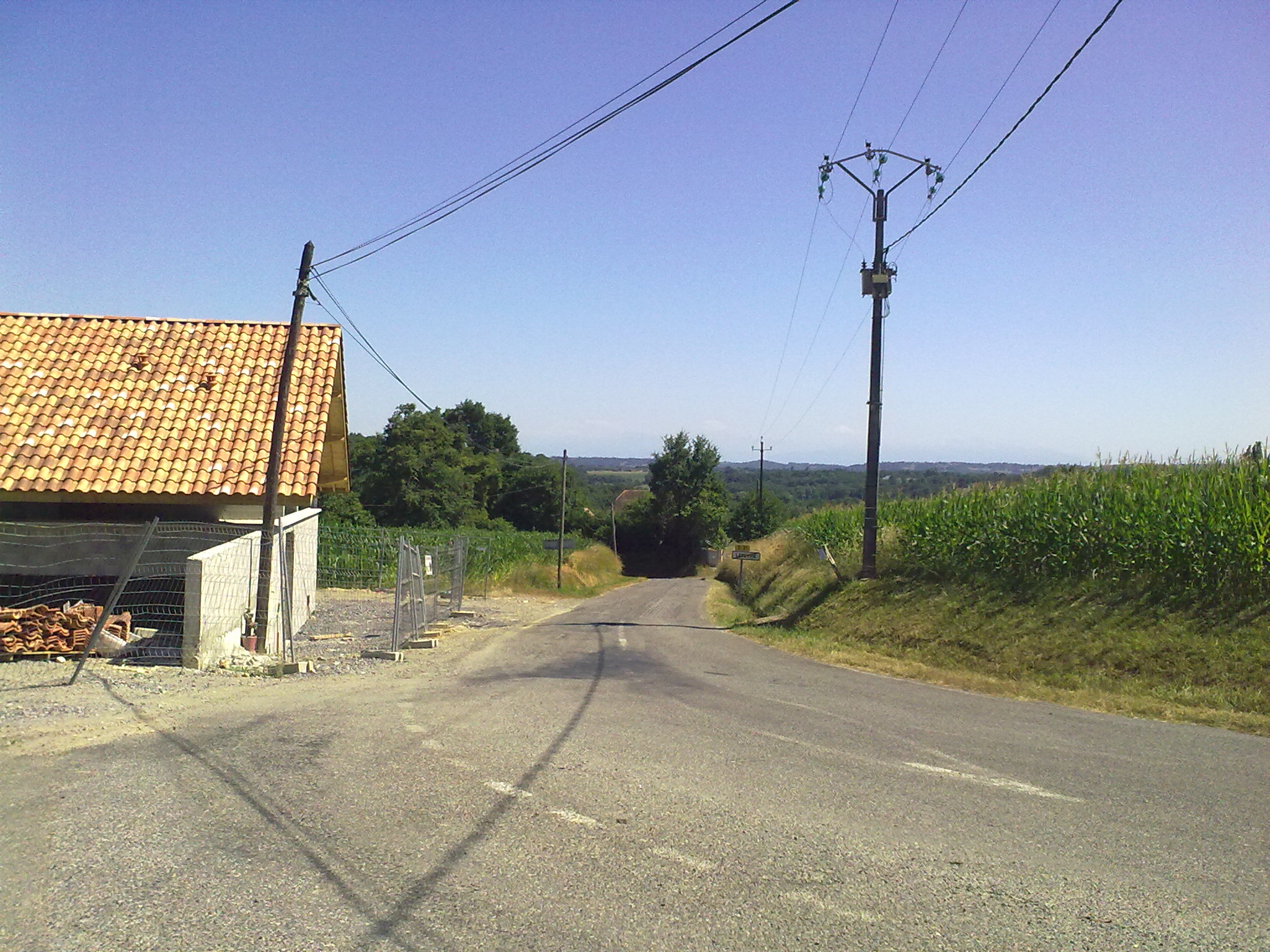
Главная дорога
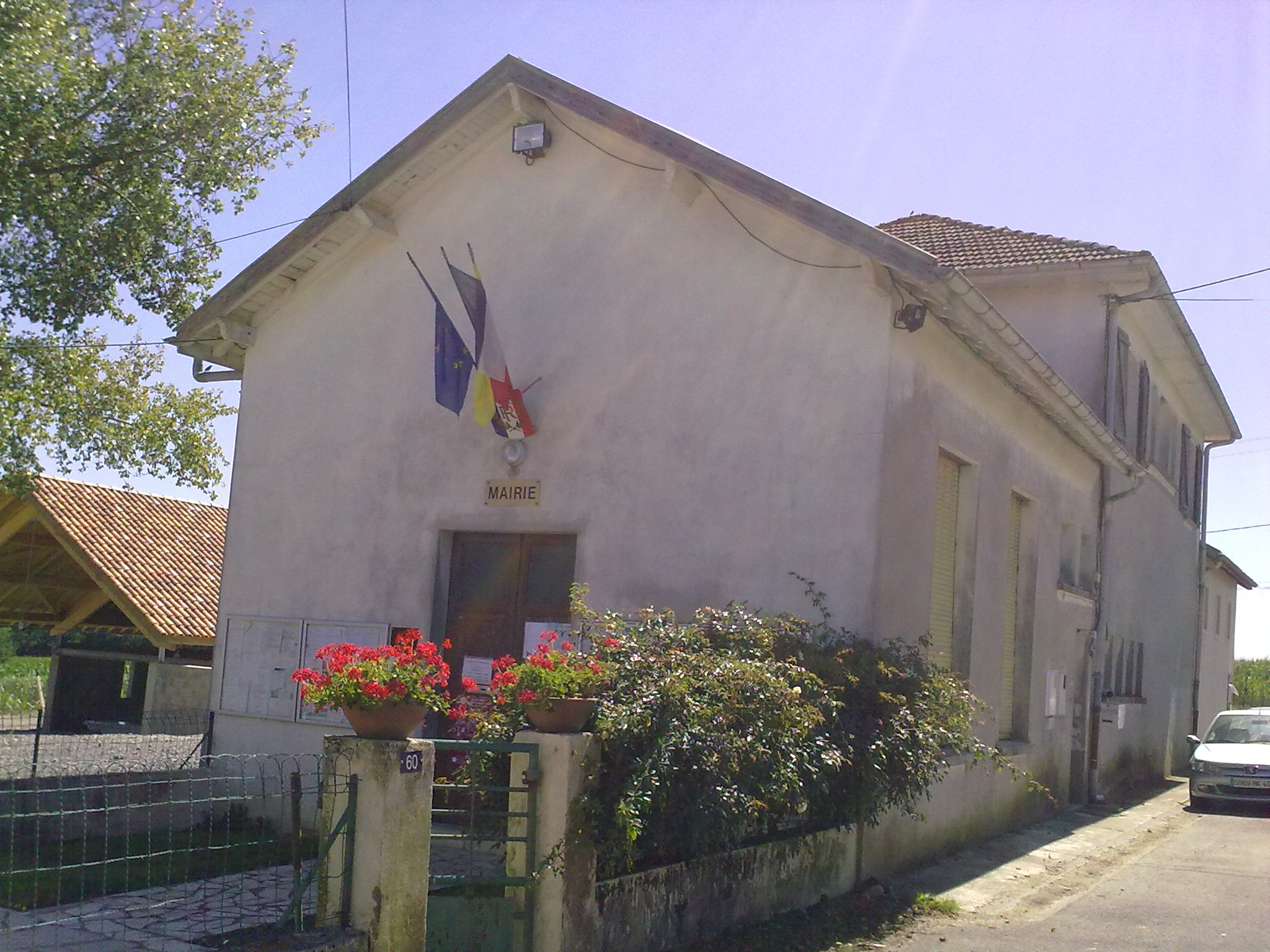
Мэрия
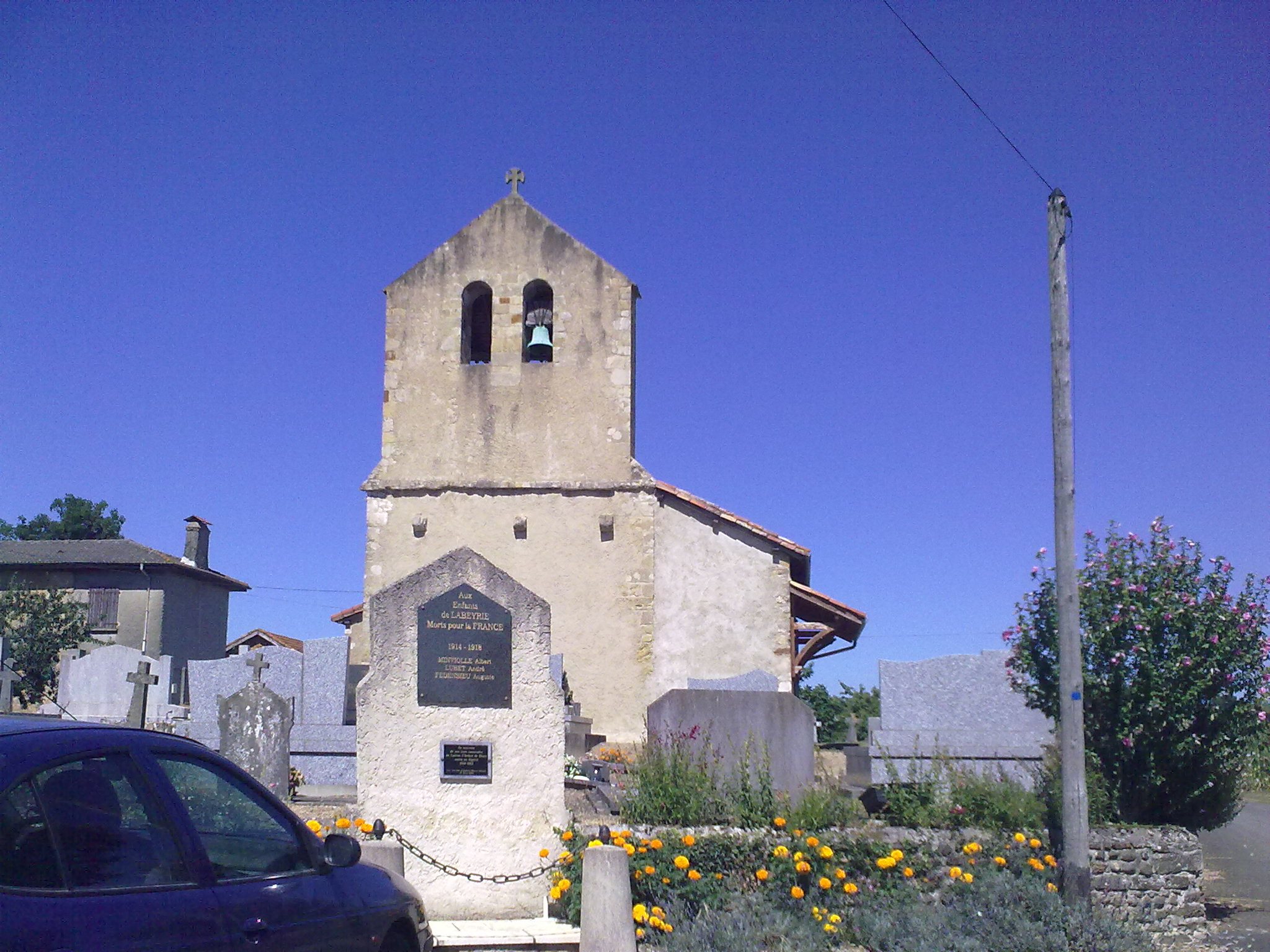
Церковь